# Stéphane Da Costa
Stéphane Da Costa (* 11. července 1989 Paříž) je francouzský hokejový útočník hrající v týmu Ak Bars Kazaň.

## Dětství
Narodil se v Paříži francouzskému otci a polské matce. Má dva bratry – Teddyho a Gabriela, kteří také hrají profesionálně hokej. Sám začal hrát lední hokej, když mu byly tři roky. Působil v mládežnických týmech HC Amiens. Jako sedmnáctiletý odešel do Spojených států amerických.

## Kariéra

### Klubová kariéra
Po odchodu do USA působil nejdříve v juniorské North American Hockey League v týmu Texas Tornado, po roce pak přešel do nejvyšší americké juniorské ligy United States Hockey League. Od roku 2009 působil v univerzitním týmu Merrimack College, který hraje v Hockey East – divizi I nejvyšší americké univerzitní soutěže. V prvním roce si vedl velmi dobře, když ve 34 utkáních zaznamenal 46 bodů. Neprošel draftem NHL, po sezóně však nabídky od týmů NHL měl, ale rozhodl se pokračovat u týmu Merrimack College. Nadále se mu dařilo, vyhlédli si jej Ottawa Senators a 31. března 2011 s ním podepsali dvouletý kontrakt. Stihl nastoupit ve čtyřech utkáních sezóny 2010/2011. V dalších třech sezónách střídavě nastupoval za Ottawu a jejich farmu v AHL Binghamton Senators. V červenci 2014 jako chráněný volný hráč podepsal smlouvu s CSKA Moskva. V CSKA odehrál tři sezóny. Po roce ve švýcarském HC Servette Ženeva se vrátil na sezónu 2018/2019 do Avtomobilistu Jekatěrinburg, odkud přestoupil do Lokomotivu Jaroslavl. V květnu 2020 opět změnil působiště, když podepsal smlouvu s Ak Bars Kazaň.

### Reprezentace
Za francouzskou reprezentaci pravidelně hrál na Mistrovství světa mezi lety 2009–2012, 2015, 2017 a v roce 2018 jako kapitán.

## Klubové statistiky
| Sezona      | Klub                       | Soutěž            | Základní část | Základní část | Základní část | Základní část | Základní část | Play off | Play off | Play off | Play off | Play off |
| Sezona      | Klub                       | Soutěž            | Z             | G             | A             | B             | TM            | Z        | G        | A        | B        | TM       |
| ----------- | -------------------------- | ----------------- | ------------- | ------------- | ------------- | ------------- | ------------- | -------- | -------- | -------- | -------- | -------- |
| 2006–07     | Texas Tornado              | NAHL              | 50            | 23            | 17            | 40            | 31            | —        | —        | —        | —        | —        |
| 2007–08     | Sioux City Musketeers      | USHL              | 51            | 12            | 25            | 37            | 22            | 4        | 1        | 2        | 3        | 8        |
| 2008–09     | Sioux City Musketeers      | USHL              | 48            | 31            | 36            | 67            | 23            | —        | —        | —        | —        | —        |
| 2009–10     | Merrimack College Warriors | HE                | 34            | 16            | 29            | 46            | 41            | —        | —        | —        | —        | —        |
| 2010–11     | Merrimack College Warriors | HE                | 33            | 14            | 31            | 45            | 42            | —        | —        | —        | —        | —        |
| 2010–11     | Ottawa Senators            | NHL               | 4             | 0             | 0             | 0             | 0             | —        | —        | —        | —        | —        |
| 2011–12     | Ottawa Senators            | NHL               | 22            | 3             | 2             | 5             | 8             | —        | —        | —        | —        | —        |
| 2011–12     | Binghamton Senators        | AHL               | 46            | 13            | 23            | 36            | 12            | —        | —        | —        | —        | —        |
| 2012–13     | Binghamton Senators        | AHL               | 57            | 13            | 25            | 38            | 26            | 3        | 0        | 1        | 1        | 0        |
| 2012–13     | Ottawa Senators            | NHL               |               | 1             | 1             | 2             | 0             | —        | —        | —        | —        | —        |
| 2013-14     | Bringhamton Senators       | AHL               | 56            | 18            | 40            | 58            | 32            | 4        | 2        | 2        | 4        | 4        |
| 2013-14     | Ottawa Senators            | NHL               | 12            | 3             | 1             | 4             | 2             | —        | —        | —        | —        | —        |
| 2014-15     | CSKA Moskva                | KHL               | 46            | 30            | 32            | 62            | 12            | 11       | 4        | 4        | 8        | 8        |
| 2015-16     | CSKA Moskva                | KHL               | 24            | 7             | 7             | 14            | 14            | 11       | 4        | 4        | 8        | 8        |
| 2016-17     | CSKA Moskva                | KHL               | 24            | 9             | 11            | 20            | 10            | —        | —        | —        | —        | —        |
| 2017-18     | HC Servette Ženeva         | National League A | 28            | 8             | 17            | 25            | 6             | 5        | 2        | 2        | 4        | 2        |
| 2018-19     | Avtomobilist Jekatěrinburg | KHL               | 58            | 22            | 26            | 48            | 51            | 8        | 1        | 2        | 3        |          |
| 2019-20     | Lokomotiv Jaroslavl        | KHL               |               |               |               |               |               |          |          |          |          |          |
| NCAA celkem | NCAA celkem                | NCAA celkem       | 67            | 30            | 60            | 90            | 83            | —        | —        | —        | —        | —        |
| NHL celkem  | NHL celkem                 | NHL celkem        | 35            | 4             | 3             | 7             | 8             | —        | —        | —        | —        | —        |